# Nowa Wieś Zbąska
Nowa Wieś Zbąska – wieś w Polsce, położona w województwie wielkopolskim, w powiecie nowotomyskim, w gminie Zbąszyń. Miejscowość leży pod zachodniej stronie przesmyku między jeziorem Błędno i Jeziorem Nowowiejskim.

## Historia
Miejscowość pierwotnie związana była z Wielkopolską. Ma metrykę średniowieczną i istnieje co najmniej od XV wieku. Po raz pierwszy wymieniana w dokumencie z 1489 jako Nowawyesch, 1493 Nova Wyesz, 1501 Nova Vyess.
Okolice miejscowości zamieszkane były jednak wcześniej niż odnotowały to historyczne dokumenty. Archeolodzy odkopali we wsi kopiec z którego "wydobywano niegdyś urny z popiołami".
Miejscowość była wsią królewską należąca do królów polskich, a później szlachecką należącą do lokalnego rodu wielkopolskiego Zbąskich. W drugiej połowie XV wieku leżała w dobrach Zbąszyń. W 1530 leżała w powiecie kościańskim Korony Królestwa Polskiego, a w 1510 należała do parafii Babimost.
W 1489 synowie Stanisława Zbąskiego - Abraham, Piotr i Marcin bracia ze Zbąszynia podzielili swoje dobra dziedziczne. Marcin otrzymał m.in. prawo do sum zapisanych na starostwie Babimost, w tym również na wsi królewskiej Nowa Wieś Zbąska. Natomiast Piotr otrzymał kilka wsi, a wśród nich Nową Wieś leżącą w parafii Zbąszyń. W 1493 Marcin Zbąski zapisał swojej żonie Zofii Opalińskiej 2800 złotych węgierskich posagu i wiana na różnych dobrach w tym m.in. na połowie sum zapisanych na starostwie Babimost, wliczając w to Nową Wieś Zbąską, na co wyraził zgodę król polski Jan Olbracht. W 1501 król Aleksander Jagiellończyk zapisał Zofii wdowie po staroście babimojskim Marcinie Zbąskim sumę oprawioną jej niegdyś przez męża na tym starostwie, w tym m.in. na wsi Nowa Wieś Zbąska.
Wieś odnotowały historyczne księgi podatkowe. W 1510 miejscowość liczyła 13 łanów osiadłych oraz dwa łany opuszczone. Wieś nie płaciła wówczas wiardunku ani biskupowi poznańskiemu, ani plebanowi. W 1530 miał miejsce pobór z 4 łanów oraz od jednego łana sołtysa. W 1563 pobór odbył się z 6 łanów oraz karczmy dorocznej. Sołtys zapłacił z jednego łana. W 1580 pobrano podatki od 7 łanów, 3 zagrodników, komornika, jednego łana sołeckiego, a owczarz zapłacił od 12 owiec.
O wieś toczyły się podczas powstania wielkopolskiego w lutym 1919 roku zaciekłe walki, w których poległ m.in. dowódca powstańców, por. Korneliusz Mann. Na miejscowym cmentarzu pochowano 58 powstańców poległych na froncie obrzańskim, a w 1924 roku upamiętniono ich pomnikiem.
W latach 1975–1998 miejscowość administracyjnie należała do województwa zielonogórskiego.
We wsi znajduje się kościół z 1918 roku, przebudowany w 1956 roku.

## Turystyka
Przez miejscowość przebiegają znakowane szlaki piesze:
- ze Zbąszynia przez Dąbrówkę Wlkp. do Miedzichowa[5].
- z Trzciela do Wąsosza